# Ruslands skyggeflåde
Ruslands skyggeflåde eller den russiske skyggeflåde er en betegnelse for olietankere, der transporterer russisk olie, der er sanktionsbelagt.
Skibene er ikke forsikrede, så hvis der sker et olieudslip, kan det land, det sker i, ende med at hænge på regningen. Skibene er som regel registrerede i andre lande end Rusland. Formålet er at skjule såvel oliens oprindelse (Rusland) som hvor, den skal hen. Den russiske skyggeflåde er etableret for at kunne omgå sanktioner fra eksempelvis EU eller USA. Blandt EU's sanktioner er et prisloft på 60 dollar pr. tønde, hvilket omgås ved at sejle med skibe, der ikke er registret eller forsikret. Ifølge Kyiv School of Economics (en) fragtes 70 % af den russiske eksport, der transporteres via havet, via skyggeflåden. I første halvår af 2024 blev der transporteret 36 mio. tønder råolie og 14,9 mio. tønder olieprodukter om måneden gennem Finske Bugt, de danske farvande og Den Engelske Kanal. Af al olieeksport gennem Østersøen og Sortehavet fragtes 58 % via skyggeflåden. Antallet af fartøjer under skyggeflåden er steget efter vestlige sanktioner mod Ruslands eksport af olie blev etableret. Fra 1. oktober til 8. november 2023 sejlede der i gennemsnit fem skyggeskibe gennem danske farvande dagligt. Udover risikoen for olieudslip har den svenske flådechef udtalt, at Sverige mistænker skyggeflåden for også at udføre spionage, da der er fundet antenner og master på eksempelvis fiskefartøjer, hvilket de normalt ikke har.